# Филарет (Лебедев)

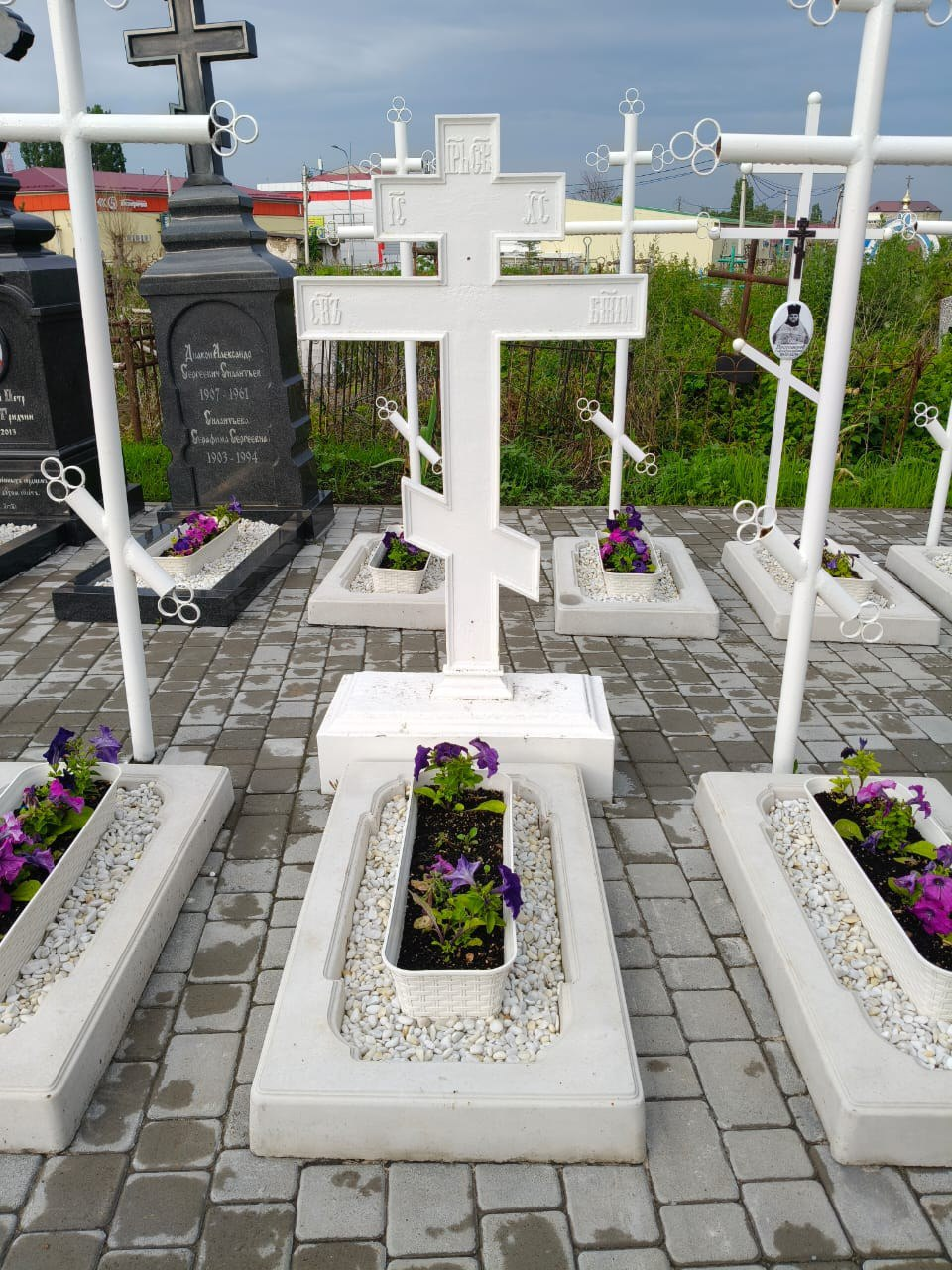
Могила епископа Филарета (Лебедева)

Епи́скоп Филаре́т (в миру Алекса́ндр Миха́йлович Ле́бедев; 9 (21) июня 1887, Рязань — 24 мая 1958) — епископ Русской православной церкви, архиепископ Рижский и Латвийский.

## Биография
Родился 9 июня 1887 года в семье священника города Рязани.
В 1908 году окончил Рязанскую духовную семинарию и был определён псаломщиком Благовещенского храма Риги, членом-проповедником религиозно-просветительного общества при кафедре Рижского епископа и преподавателем русского языка в городских школах.
В 1914 году рукоположен во священника к Рижско-Воронежской церкви.
С 1915 по 1918 год — полковой священник. После расформирования полка вернулся в Рязань.
С 1918 года служил в Рязанской епархии на разных приходах.
С 1922 года состоял благочинным церквей Рязанского уезда.
В 1923 году возведён в сан протоиерея.
В 1930 году арестован и приговорён к 3 годам ИТЛ. Заключение отбывал в Белбалтлаге. Провел в лагерях и тюрьмах около 10 лет. Как вспоминала его дочь:

Папа сидел в Бутырке, строил Беломорско-Балтийский канал, отбывал срок в лагере особого назначения в Соловках, строил Сызраньскую железную дорогу, работал на лесоповале, был в лагере в Воркуте, на берегу Ледовитого океана. Освобождался, вскоре его опять арестовывали. Итак много, много раз, и мы с мамой его ждали, встречали и снова прощались и провожали.
Был освобожден в начале 1941 года. По освобождении из заключения ему были указаны три города, где он имел право жить. Он выбрал Мичуринск Тамбовской области. Все храмы в области на тот момент были закрыты. Зарабатывал на жизнь физическим трудом.
В 1943 году в связи с изменением государственной политики по отношению к Церкви получил возможность зарегистрировать общину. Здание церкви было передано общине 30 сентября 1943 года решением исполкома Мичуринского горсовета депутатов трудящихся. Оно потребовало большого ремонта, который был завершен к 20 октября. О передаче церкви и окончании ремонта было своевременно сообщено Священному Синоду.
Уступая просьбам верующих, протоирей Александр Лебедев, избранный настоятелем храма, совершив малое освящение церковного здания, приступил к общественному богослужению и исполнению треб без благословения Патриарха Сергия. Кроме просьб верующих, начать службу его понудило, как сообщал протоиерей Александр, опасение, что храм могут захватить обновленцы. Кроме того он столкнулся с противодействием сторонников бывшего епископа Алексия (Буя), не признававшие митрополита Сергия. Со дня передачи здания храма верующим буевцы подняли яростную агитацию против Патриарха Сергия, убеждая подписавших ходатайство об открытии церкви отказаться от своих подписей и выйти из состава религиозной общины. Учитывая это положение и его возможные вредные последствия, протоирей Александр Лебедев принял решение начать богослужения, о чём он сообщил 1 декабря в своем прошении к Патриарху Сергию, прося благословения, получения указаний и распоряжений. К прошению были приложены заявления и послужные списки митрофорных протоиреев Александра Лебедева, Георгия Успенского и священника Иоанна Свищева. Святейший Патриарх Сергий 13 декабря благословил служение всем троим: Лебедеву, Успенскому и Свищеву.
С 1944 года — благочинный церквей Мичуринского округа.
В 1945 году был участником Поместного Собора Русской Православной Церкви.
В 1946 году овдовел. 20 апреля 1948 года пострижен в монашество и возведён в сан архимандрита.
9 мая 1948 года рукоположен в Богоявленском соборе во епископа Рязанского и Касимовского. Хиротонию совершали: Святейший Патриарх Алексий I, архиепископ Дмитровский Виталий (Введенский) и епископ Можайский Макарий (Даев).
25 февраля 1951 года возведён в сан архиепископа.
27 марта 1951 года назначен архиепископом Рижским и Латвийским.
С 1 февраля 1952 года по 22 ноября 1955 года временно исполнял обязанности управляющего Литовской и Виленской епархией.
25 февраля 1958 года награждён правом ношения креста на клобуке.
Скончался 24 мая 1958 года. Погребён у алтаря Скорбященского храма в Мичуринске.

## Публикации
- Речь на расширенном Пленуме Латвийского Республиканского Комитета защиты мира // Журнал Московской Патриархии. 1953. — № 11. — С. 27-28.